# Silvério da Rocha e Cunha

Silvério da Rocha e Cunha.

Silvério Ribeiro da Rocha e Cunha, também conhecido como Comandante Rocha e Cunha (Vagos, 1876 — 2 de novembro de 1944) foi um militar português, notório por ter sido Ministro da Marinha no governo de Alfredo de Sá Cardoso.

## Biografia
Nascido em Aveiro a 22 de Março de 1876, exerceu diversos cargos, tendo atingido o posto de capitão de mar-e-guerra.
Foi igualmente capitão do Porto de Aveiro, Chefe do Estado Maior do Comando Geral da Armada e Diretor Geral da Marinha Mercante.
Republicano, combateu contra os monárquicos em 1919.

Foi iniciado na Maçonaria em 1929, na loja Madrugada de Lisboa, com o nome simbólico Littré.